# Karančo guadeloupský
Karančo guadeloupský nebo karančo guadalupský (Caracara lutosa) je vyhynulý sokolovitý pták z rodu karančo (Caracara). Druh popsal Robert Ridgway roku 1876 a je známo několik synonym: Caracara lutosus, Caracara plancus lutosa, Polyborus lutosus a Polyborus plancus lutosus.
Někdy je považován za konspecifický s karančem chocholatým (Caracara cheriway) nebo karančem jižním (C. plancus), molekulární analýzy nicméně ukazují, že se jednalo o samostatný druh. Místní lidé mu říkali quelili.

## Výskyt
Karančo guadeloupský se vyskytoval pouze na ostrůvku Guadalupe ležící v blízkosti Mexika. Tento ostrov má rozlohu jen 35×9 km. Karančo byl zdejší endemit a jedno z nejtypičtějších místních zvířat, obývající pravděpodobně otevřené oblasti. Příbuzné těchto ptáků je možné vysledovat do pevninské Jižní a Střední Ameriky. Kosti podobné těm od karanča guadeloupského byly nalezeny v jezírcích La Brea Tar Pits v Kalifornii a jejich stáří bylo určeno na 40 000 let. Předkové karanča guadeloupského tedy pocházejí z pevninské Ameriky.

## Popis
Karančo guadeloupský vzhledem připomínal jestřábovitého ptáka. Byl velký asi 60 cm, s velkou hlavou vybavenou olověně zbarveným zobákem. Měl dlouhý ocas i končetiny,a jeho rozpětí křídel činilo okolo 132 cm. Zbarvení bylo kávové, s bílými tvářemi a hrdlem. Samci a samičky se vzájemně podobali, nebyl tedy vyvinut zvlášť výrazný pohlavní dimorfismus. O chování tohoto druhu se dochovalo několik informací. Mohl žít spíše na zemi a lovil převážně menší živočichy, například hlodavce nebo ještěrky. Byl rovněž důležitým mrchožroutem. Je možné, že byl vůči jiným karančům tolerantnější než současné druhy a jednotliví jedinci spolu vzájemně komunikovali pomocí zaklánění hlavy (možná způsob ukazující postavení mezi jednotlivými ptáky). Hnízda, do nichž byla nakladena maximálně dvě vejce, stavěli karančové hlavně ve skalních puklinách, využívána byla nicméně i vegetace na ostrově.

## Vyhynutí
Karančo guadeloupský byl na ostrově relativně hojný ještě v 18. století, ostrov však mohl uživit jen omezené množství jedinců, maximálně několik set. Na začátku 18. století byla na Guadalupe dovezena stáda koz; ostrov měl být zastávkou se zdroji masa pro lovce, zabíjející vydry a tuleně. Kozy spásly většinu vegetace na ostrově. Třebaže tato introdukce měla velký dopad na původní ekosystém, na populace mrchožravých karančů neměla podstatný dopad, v roce 1876 prý byli stále na ostrově hojní. Stáda ovcí nicméně přilákala další lidskou populaci. V průběhu 19. století začal být pták střílen a tráven kvůli představě, že zabíjí kůzlata, třebaže je tato skutečnost velmi nepravděpodobná. Zároveň se karančo stal vítanou součástí přírodovědných sbírek, což spustilo lov i z této strany. Lovec Rollo Beck roku 1900 objevil poslední známou skupinku těchto ptáků, a většinu jich zabil. Později k tomu napsal:
Ačkoli jsem o tom v té době neměl ani tušení, zdá se mi pravděpodobné, že jsem odpoledne 1. prosince 1900 zabil poslední karanča guadeloupská na ostrově. Z jedenácti ptáků, kteří letěli směrem ke mně, jsem zabil devět, další dva jsem rovněž střelil, ale utekli. Na ostrově jsem viděl pouze těchto jedenáct ptáků, ale soudě podle jejich krotkosti a krátkého času, kdy jsem byl na ostrově, jsem tehdy předpokládal, že druh musí být hojný…

Poslední pozorování bylo zaznamenáno roku 1903, Mezinárodní svaz ochrany přírody považuje druh za vyhynulý od roku 1988.